# Fu Manchu
Doutor Fu Manchu (chinês: 傅滿洲/福滿洲; pinyin: Fú Mǎnzhōu)  é um personagem ficcional que aparece em uma série de novelas do escritor inglês Sax Rohmer, produzidas durante a primeira metade do século XX. O personagem foi adaptado para o cinema, televisão, rádio e quadrinhos. Ele é o arquétipo do "Gênio do Crime" da ficção, embora em sua composição haja vários estereótipos ocidentais sobre os chineses: misteriosos, traiçoeiros, ardilosos, com um gosto particular por ciências obscuras, torturas e venenos. A face de Fu Manchu descrita pelo autor se tornou muito conhecida, com os longos bigodes que se tornaram sua marca registrada.
A primeira história estrelada por Fu-Manchu foi o conto The Zayat Kiss, que foi lançado em outubro de 1912 na revista britânica The Story Teller, em 1913, os contos de Fu Manchu foram reunidos em um romance chamado The Mystery of Dr. Fu-Manchu.
O doutor Fu Manchu comanda uma vasta organização criminosa internacional, os Si-Fan, que conta com vários assassinos profissionais, de preferência hindus tugues e dacoits, dentre outros membros de sociedades secretas dedicadas ao crime. Seus assassinos geralmente usam facas, soltam animais peçonhentos como cobras, aranhas, lacraias e escorpiões. Alguns se valem de armas químicas.
Fu Manchu é de ascendência nobre, membro da Família Imperial. Fu Manchu não seria seu nome real, mas um título guerreiro concedido aos de etnia Manchu, que dominaram a China até 1911. Ele perdeu seus privilégios após a Rebelião dos Boxers. Nos primeiros livros, a história da sua origem era diferente: ele seria um assassino Si-Fan que atacava os europeus da Ásia. Mais tarde a conotação política foi abandonada e Fu Manchu se tornou um criminoso.
O maior segredo de Fu Manchu é um elixir que o torna imortal. Quando a China se tornou comunista, Fu Manchu e os Si-Fan lutaram para restaurar o antigo regime imperial.
Fu Manchu pode ser descrito como um dos primeiros "super-vilões" ficcionais, seguindo a linha do Professor Moriarty, inimigo de Sherlock Holmes.

## Antecedentes
Sax Rohmer, sem qualquer conhecimento prévio e compreensão da cultura chinesa, decidiu iniciar a série Fu Manchu após seu tabuleiro ouija soletrar CHINAMAN (homem chinês), quando ele perguntou qual era o desafio mais perigoso para o homem branco. Naquela época, a ideia do perigo amarelo estava se espalhando na sociedade norte-americana.
O estereótipo negativo do Oriente como sinônimo de um sinistro meados do século XIX, quando a literatura americana começou a lidar com clichês que criaram os assassinatos orientais traiçoeiros orientais viciados em ópio e envoltos de mistérios e conspirações
O primeiro representante fictício do perigo amarelo apareceu no romance Tom Edison Jr.'s Electric Sea Spider. O vilão Kiang Ho - um personagem descrito alternativamente descreve como mongol e chinês e um pirata que controla um porto na China e ataca navios ocidentais ajudados por um super-submarino. Seu criador não é conhecido, já que a história é assinada por Phillip Reade, um pseudônimo usado pela editora Street e Smith.
Outro antecessor na literatura pulp foi Yue Laou em uma série de histórias publicadas por Robert W. Chambers sob o título The Maker of Moons (1896). Mestre da magia negra, Yue construiu um império do mal na China, mantendo o privilégio de ser o primeiro mago do perigo amarelo.
Clive Bloom argumenta que o retrato de Fu Manchu foi baseado no popular mágico de music hall Chung Ling Soo, "um homem branco fantasiado que raspou seu bigode vitoriano e vestiu uma fantasia de mandarim e rabo de cavalo".
| “ | Imagine uma pessoa, alta, magra e felina, de ombros altos, com uma sobrancelha como Shakespeare e um rosto como o de Satã,... recursos da ciência do passado e do presente... Imagine aquele ser terrível, e você terá uma imagem mental do Dr. Fu-Manchu, o Perigo Amarelo encarnado em um homem. —The Insidious Dr. Fu-Manchu | ” |

Quanto às teorias de Rohmer sobre a "diabólica oriental" e "a crueldade sem emoção dos chineses", ele procura dar-lhes credenciais intelectuais referindo-se aos escritos de viagem de Bayard Taylor. Taylor era um aspirante a etnógrafo que, embora não versado na língua e cultura chinesas, usou a pseudociência da fisionomia para encontrar na raça chinesa "profundezas de depravação tão chocantes e horríveis, que seu caráter não pode nem ser sugerido". Os protagonistas de Rohmer o tratam como uma autoridade. Rohmer escreveu 14 romances sobre o vilão.
A imagem dos "orientais" invadindo as nações ocidentais tornou-se a base do sucesso comercial de Rohmer, sendo capaz de vender 20 milhões de cópias em sua vida.

## Personagens

### Dr. Fu Manchu
As tramas assassinas do supervilão Dr Fu Manchu são marcadas pelo uso extensivo de métodos misteriosos; ele despreza armas ou explosivos, preferindo dacoits, tugues e membros de outras sociedades secretas como seus agentes (geralmente armados com facas) ou usando "pítons e cobras ... fungos e meus pequenos aliados, os bacilos ... minhas aranhas negras" e outros animais peculiares ou armas químicas naturais. Ele tem um grande respeito pela verdade (na verdade, sua palavra é seu vínculo), e usa tortura e outras táticas horríveis para se livrar de seus inimigos.
Dr Fu Manchu é descrito como um vilão misterioso porque raramente aparece em cena. Ele sempre envia seus asseclas para cometer crimes por ele. No romance The Insidious Dr Fu-Manchu, ele envia uma linda jovem para a cena do crime para ver que a vítima está morta. Ele também envia um dacoit para atacar Sir Denis Nayland Smith e Dr Petrie.
No romance Fu Manchu's Bride (1933), Dr Fu Manchu afirma ter doutorado em quatro universidades ocidentais, enquanto em Emperor Fu Manchu (1959), ele afirma que frequentou a Universidade de Heidelberg, a Sorbonne e a Universidade de Edimburgo (no filme The Mask of Fu Manchu, no entanto, ele afirma com orgulho que "sou doutor em filosofia de Edimburgo, doutor em direito pelo Christ's College, doutor em medicina por Harvard. Meus amigos, por cortesia, me chamam de 'doutor'" .). Na época de seu primeiro encontro (1911), o Dr. Petrie acreditava que o Dr. Fu Manchu tinha mais de 70 anos. Isso significaria que ele estudou para seu primeiro doutorado na década de 1860 ou 1870. De acordo com Cay Van Ash, biógrafo de Rohmer e ex-assistente que se tornou o primeiro autor a continuar a série após a morte de Rohmer, "Fu Manchu" era um título de honra, que se referia ao "manchu guerreiro". Van Ash especula que o Dr. Fu Manchu era um membro da família imperial da China que apoiou o lado perdedor na Rebelião dos Boxers. Nos primeiros livros (1913-1917), o Dr. Fu Manchu é um agente de uma tong chinesa, conhecido como Si-Fan, e atua como o cérebro por trás de uma onda de assassinatos contra ocidentais que vivem na China. Nos livros posteriores, (1931-1959) ele ganhou o controle do Si-Fan, que foi mudado de uma mera tong chinesa para uma organização criminosa internacional sob sua liderança. Além de tentar dominar o mundo e restaurar a China à sua antiga glória (os principais objetivos do Dr Fu Manchu desde o início), o Si-Fan agora também tenta eliminar os ditadores fascistas e impedir a propagação do comunismo ao redor do globo por razões egoístas do líder. O Dr. Fu Manchu sabe que tanto o fascismo quanto o comunismo apresentam grandes obstáculos aos seus planos de dominação mundial. O Si-Fan é amplamente financiado por meio de atividades criminosas, principalmente o tráfico de drogas e o tráfico de seres humanos. O Dr. Fu Manchu estendeu sua já considerável expectativa de vida usando o elixir da vida, uma fórmula que ele passou décadas tentando aperfeiçoar.

### Comissário "Sir" Denis Nayland Smith e Dr. Petrie
Os opositores Fu Manchu nas histórias são Denis Nayland Smith e, nos três primeiros livros, Dr. Petrie. Parceiros que seguem a tradição Sherlock Holmes e Dr. Watson, com o Dr. Petrie as vezes narrando as histórias de Nayland Smith (após o terceiro livro, eles seriam narrado por outros aliados com Smith até o final da série), enquanto Nayland Smith carrega a luta, o combate à Fu Manchu mais por pura sorte e determinação obstinada de brilho intelectual (exceto em casos extremos). Nayland Smith e Fu Manchu compartilham um respeito relutante um pelo outro, cada um acredita que um homem deve manter sua palavra, mesmo para um inimigo.

Nos três primeiros livros, Nayland Smith é um comissário de polícia colonial na Birmânia, que possui uma comissão itinerante que lhe permite exercer autoridade sobre qualquer grupo que possa ajudá-lo em sua missão. Ele parece com Sherlock Holmes na descrição física e de forma amarga, mas não no gênio dedutivo. Ele tem sido criticado por ser um personagem racista e jingoísta, especialmente nos primeiros livros da série, e dá voz aos sentimentos anti-asiáticos. Quando Rohmer reviveu a série em 1931, Smith (que foi condecorado por este tempo por seus esforços para derrotar Fu Manchu, embora ele sempre admita que a honra não foi conquistada pela inteligência superior) é um ex-comissário assistente da Scotland Yard. Mais tarde, ele aceita uma posição no Serviço Secreto Britânico. Vários livros o colocaram em missão especial no FBI.

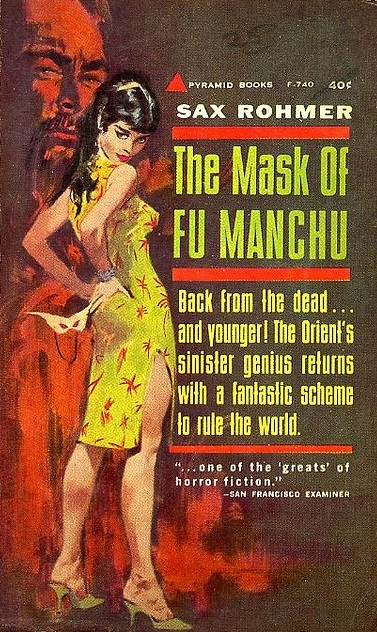
Fah Lo Suee na capa do livro The Mask of Fu Manchu

### Kâramanèh
Proeminente entre os agentes do Dr. Fu Manchu é o "sedutoramente adorável" Kâramanèh. Seu nome verdadeiro é desconhecido. Ela foi vendida ao Si-Fan por traficantes de escravos egípcios enquanto ainda era criança. Kâramanèh se apaixona pelo Dr. Petrie, o narrador dos três primeiros livros da série, e resgata Petrie e Nayland Smith muitas vezes. Eventualmente, o casal está unido e ela ganha sua liberdade. Eles se casam e têm uma filha, Fleurette, que aparece em dois romances posteriores,: Fu Manchu's Bride (1933) e sua sequência, The Trail of Fu Manchu (1934). O escritor Lin Carter mais tarde criou um filho para o Dr. Petrie e Kara, mas isso não é considerado canônico.

### Fah Lo Suee
A filha do Dr. Fu Manchu, Fah Lo Suee, é uma mente desonesta por direito próprio, frequentemente planejando usurpar a posição de seu pai no Si-Fan e ajudando seus inimigos dentro e fora da organização. Seu nome verdadeiro é desconhecido; Fah Lo Suee era um termo carinhoso de infância. Ela é apresentada anonimamente ainda adolescente no terceiro livro da série e desempenha um papel maior em vários títulos das décadas de 1930 e 1940. Ela é conhecida por um tempo como Koreani depois de sofrer uma lavagem cerebral por seu pai, mas sua memória é restaurada mais tarde. Como seu pai, ela assume identidades falsas, entre elas Madame Ingomar, Rainha Mamaloi e Sra van Roorden.  No cinema, ela foi retratada por inúmeras atrizes ao longo dos anos. Seu personagem é geralmente renomeado em adaptações cinematográficas por causa de dificuldades com a pronúncia de seu nome. Anna May Wong interpretou Ling Moy em Daughter of the Dragon de 1931. Myrna Loy retratou com o nome Fah Lo See em The Mask of Fu Manchu de 1932. Gloria Franklin fez o papel de Fah Lo Suee em 1940, Drums of Fu Manchu. Laurette Luez interpretou Karamaneh em The Adventures of Fu Manchu de 1956, mas a personagem devia mais a Fah Lo Suee do que a representação de Rohmer de Karamaneh. Tsai Chin retratou a filha de Fu Manchu, Lin Tang, nos cinco filmes estrelados por Christopher Lee dos anos 1960.

## Controvérsias

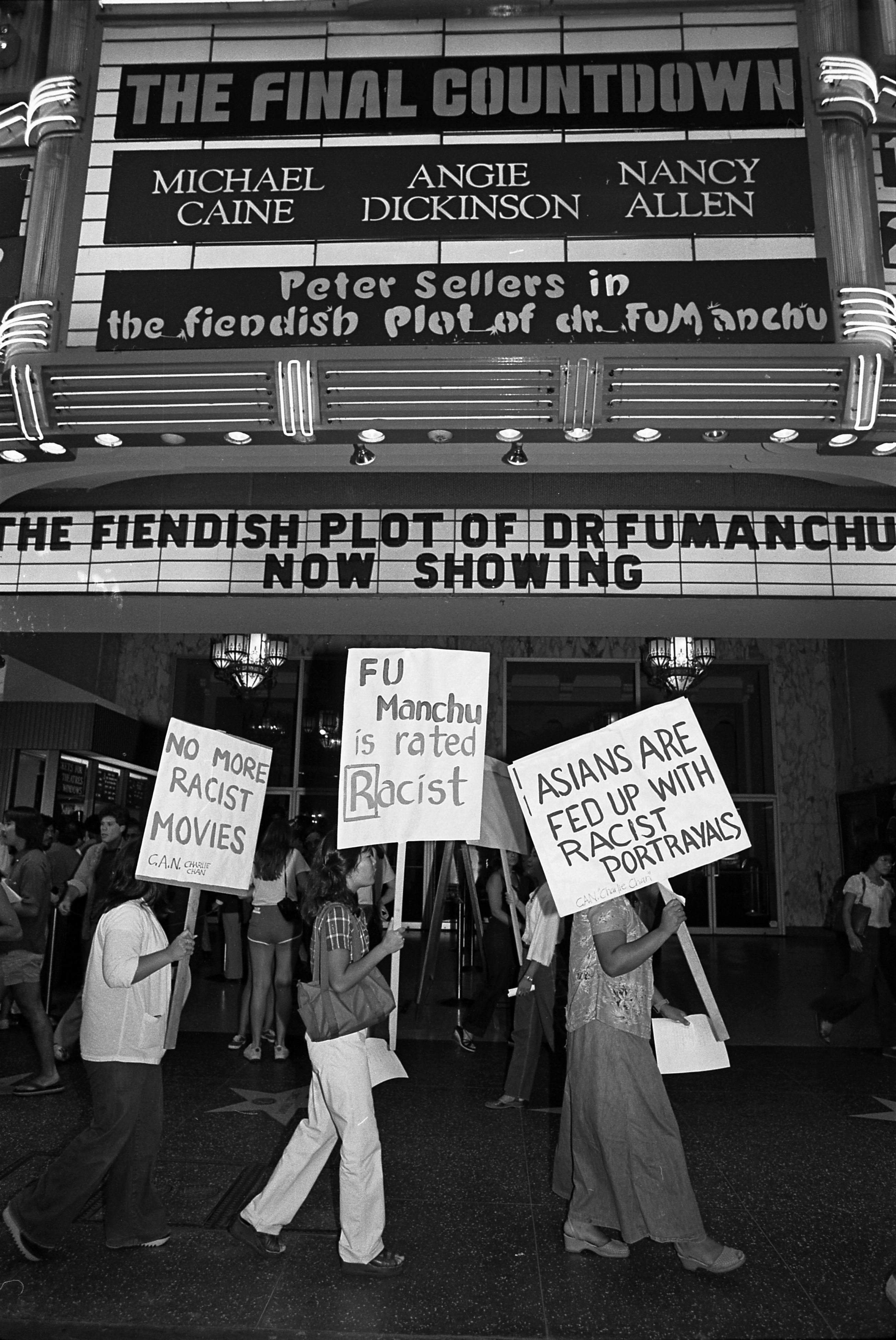
Os membros da Coalizão de Asiáticos para Nix Charlie Chan fazendo piquete contra o filme The Fiendish Plot of Dr. Fu Manchu no Hollywood Pacific Theatre (1980)

As histórias do Dr. Fu Manchu, impressas e na tela, geraram inúmeras acusações de racismo e orientalismo, desde sua concepção maligna até seu absurdo nome chinês. Após o lançamento da adaptação cinematográfica da Metro-Goldwyn-Mayer de The Mask of Fu Manchu (1932), que apresentava o vilão chinês dizendo a seus seguidores que eles deveriam "matar o homem branco e levar suas mulheres", a embaixada chinesa em Washington, D.C., entrou com uma queixa formal contra o filme.
Após o lançamento da adaptação do seriado Drums of Fu Manchu (1940) da Republic Pictures, o Departamento de Estado dos Estados Unidos solicitou que o estúdio deixasse de fazer filmes sobre o personagem, sendo a China uma aliada contra o Japão durante a Segunda Guerra Mundial. Da mesma forma, a editora de Rohmer, Doubleday, se recusou a divulgar qualquer adição à série de sucesso durante a Segunda Guerra Mundial, uma vez que os Estados Unidos entraram no conflito. Os investidores da BBC Radio e da Broadway subsequentemente rejeitaram as propostas de Rohmer para uma série de rádio e um show original de Fu Manchu na década de 1940.
A reedição de The Mask of Fu Manchu em 1972 foi recebida com protestos da Liga dos Cidadãos Nipo-Americanos, que declarava que "o filme era ofensivo e humilhante para os asiático-americanos". A CBS Television decidiu cancelar a exibição de The Vengeance of Fu Manchu. O canal de TV de Los Angeles KTLA compartilhava sentimentos semelhantes, mas no final das contas decidiu exibir The Brides of Fu Manchu com a ressalva: "Este recurso está sendo apresentado como entretenimento fictício e não tem a intenção de refletir negativamente qualquer raça, credo ou origem nacional.".
Rohmer respondeu aos desenhos que seu trabalho demonizou os asiáticos em Master of Villainy, uma autobiografia co-escrita por sua esposa:
Claro, nem todos os chineses de Limehouse eram criminosos. Mas continha um grande número de pessoas que haviam deixado seus próprios países pelos motivos mais urgentes. Essas pessoas não conheciam nenhuma maneira de ganhar a vida longe das atividades criminosas que haviam tornado a China quente demais para elas. Eles trouxeram seus crimes com eles.
Rohmer alega que ele baseou o Dr. Fu Manchu e outros mistérios do "perigo amarelo" em criminosos chineses reais que conheceu como repórter que cobria Limehouse.
Em maio de 2013, a General Motors cancelou um anúncio após queixas de que uma frase que continha, "a terra de Fu Manchu", que supostamente se referia à China, era ofensiva.
Caracterizar o Dr. Fu Manchu como uma criação abertamente racista foi criticado no livro Lord of Strange Deaths: The Fiendish World of Sax Rohmer. Em uma resenha do livro no The Independent, Dr. Fu Manchu é contextualizado: "Esses livros lindamente absurdos, luminosos com um exotismo louco, são realmente muito menos polares, menos preto e branco, menos branco e amarelo do que são  à primeira vista."

## Influências
Inspirado no personagem de Fu Manchu, vários outros "gênios do crime" orientais foram criados pela ficção. Eis uma pequena lista:

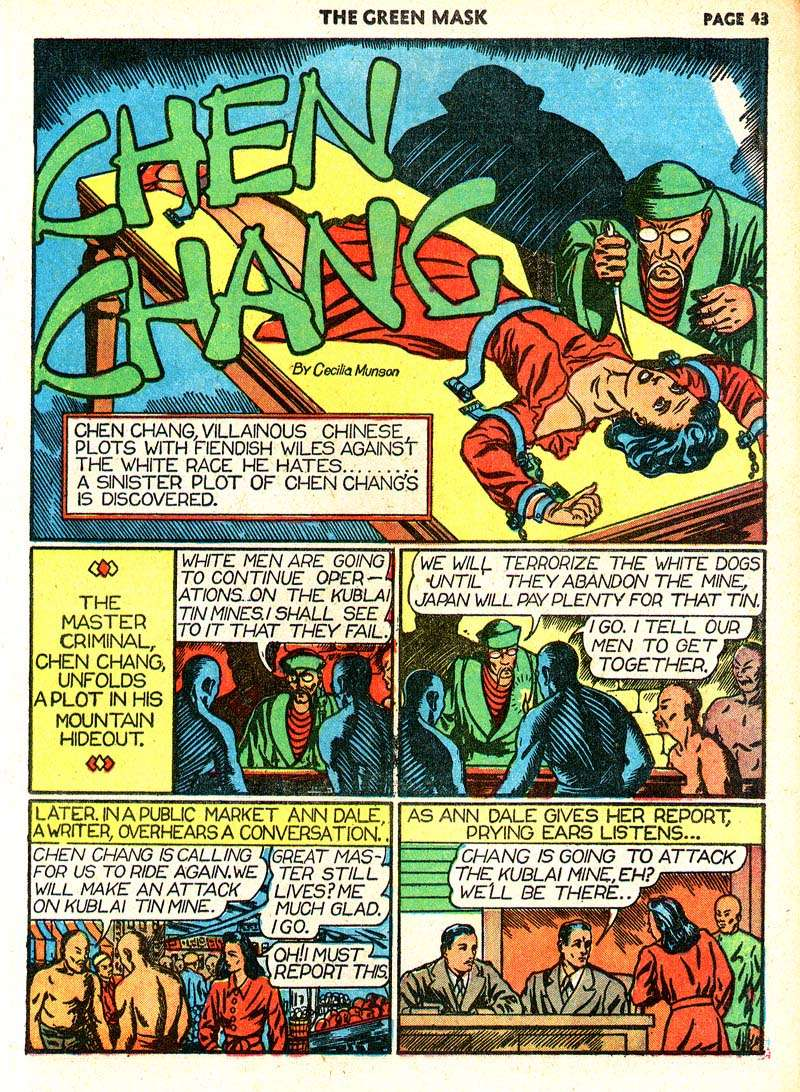
O vilão Chen Chang em The Green Mask #6, Agosto de 1941, Fox Feature Syndicate, arte de Munson Paddock

- Imperador Ming e sua filha, a Princesa Aura de Flash Gordon, foram inspirados em Fu Manchu e Fah Lo Suee.
- A revista New Fun #1 (Fev. 1935) apresentou o vilão Fang Gow das aventuras de Barry O'Neill.[18]
- A revista Detective Comics #1 (Março de 1937) trazia na capa uma imitação de Fu Manchu, o vilão  Ching Lung, em 2017, o personagem foi regatado pelo roteirista Gene Luen Yang nas histórias do Superman chinês.[19]
- Pao Tcheou
- Dr. Azimn,
- Ancião Wu de True Crime: Streets of LA,
- Li Chang Yen, adversário de Hercule Poirot (The Big Four)
- Doutor No, inimigo de James Bond
- Doutor Zin, inimigo do Doutor Quest em Jonny Quest
- Lo-Pan do filme br: Os aventureiros do bairro Proibido / pt: As aventuras de Jack Burton nas garras do Mandarin (Big Trouble in Little China)
- Mandarim, inimigo do Homem de Ferro
- Garra Amarela (Yellow Claw), dos quadrinhos da Marvel Comics.[20]
- Hark, um misterioso gênio oriental que fez parte de uma organização secreta formada pelo Doutor Axel Brass (Doc Brass) e sua filha Anna Hark da série de quadrinhos Planetary, de Warren Ellis, foram inspirados em Fu Manchu e Fah Lo Suee.
- Ra's al Ghul, inimigo do Batman, bem como sua filha Talia, inspirada em Fah Lo Suee.[21]
- Foi a principal inspiração para o personagem Senhor Ming, «Sombra Amarela», (ou «l'Ombre Jaune», na versão original), na série de quadrinhos belga Bob Morane (da autoria de Henri Vernes), que é um dos principais inimigos do herói da série (notar que estes álbuns são, adaptação de uma série de romances da autoria do mesmo Henri Vernes).
- Tenfingers, outro vilão da Marvel, Tenfingers é um chefe do crime em Chinatown nas histórias do Demolidor.[22]

## Livros em inglês
- The Insidious Dr Fu Manchu (1913) (também conhecido como The Mystery of Dr Fu-Manchu). Compilação de contos publicados em revistas. O primeiro conto The Zayat Kiss, publicada em The Story Teller (1912).
- The Return of Dr Fu Manchu (1916) (também conhecida como The Devil Doctor)
- The Hand of Fu Manchu (1917) (também conhecida como The Si-Fan Mysteries)
- Daughter of Fu Manchu (1931), narrado por Shan Greville
- The Mask of Fu Manchu (1932) narrado por Shan Greville.
- The Bride of Fu Manchu (1933) narrado por Alan Sterling.
- The Trail of Fu Manchu (1934) narrado em terceira pessoa.
- President Fu Manchu (1936) narrado em terceira pessoa.
- The Drums of Fu Manchu (1939) narrado por Bart Kerrigan.
- The Island of Fu Manchu (1940) narrado por Bart Kerrigan.
- The Shadow of Fu Manchu (1948) narrado em terceira pessoa.
- Re-Enter Fu Manchu (1957) narrado em terceira pessoa.
- Emperor Fu Manchu (1959) narrado por Tony McCay, a último romancede Rohmer.
- The Wrath of Fu Manchu  (1973). Antologia póstuma, contendo a novela título, publicada em 1952, e três histórias curtas: The Eyes of Fu Manchu (1957), The Word of Fu Manchu (1958), e The Mind of Fu Manchu (1959).
- Ten Years Beyond Baker Street: O primeiro de dois romances de continuação autorizados de Cay Van Ash, ex-assistente e biógrafo de Sax Rohmer; ambientado no início de 1914, mostra o Dr. Fu Manchu entrar em conflito com Sherlock Holmes
- The Fires of Fu Manchu (1987): O segundo romance de continuação autorizado de Cay Van Ash; é ambientado em 1917 e documenta o encontro de Smith e Petrie com o Dr. Fu Manchu durante a Primeira Guerra Mundial, culminando na cavalaria de Smith (um terceiro romance de continuação,  The Seal of Fu Manchu, estava em andamento quando Van Ash morreu em 1994 e é considerado perdido)
- The Terror of Fu Manchu (2009): O primeiro de três romances de continuação autorizados por William Patrick Maynard; expande a continuidade estabelecida nos livros de Van Ash e vê o Dr. Petrie se unindo a Nayland Smith e a um personagem Rohmer de fora da série, Gaston Max, em uma aventura ambientada na véspera da Primeira Guerra Mundial
- The Destiny of Fu Manchu (2012): O segundo romance de continuação autorizado de William Patrick Maynard, situado entre The Drums of Fu Manchu de Rohmer e The Island of Fu Manchu na véspera da Segunda Guerra Mundial; segue a continuidade estabelecida no primeiro romance de Maynard
- The Triumph of Fu Manchu (anunciado): o terceiro romance de continuação autorizado de William Patrick Maynard, situado entre The Trail of Fu Manchu de Rohmer e President Fu Manchu
- The League of Dragons  por George Alec Effinger, um romance não publicado e não autorizado, narrado pelo personagem de Conan Doyle, Reginald Musgrave, envolvendo um jovem Sherlock Holmes que combinava com o Dr. Fu Manchu no século 19, dos quais dois capítulos foram publicados nas antologias Sherlock Holmes in Orbit (1995) e My Sherlock Holmes (2003)
- Dr Fu Manchu também faz aparições nas seguintes obras além de Fu Manchu / Rohmer:
  - "Sex Slaves of the Dragon Tong" and "Part of the Game", um par de contos relacionados de F. Paul Wilson em sua coleção Aftershocks and Others: 19 Oddities (2009), com aparições anônimas de Fu Manchu e personagens de Little Orphan Annie
  - várias histórias na série de detetives de August Derleth, Solar Pons, na qual ele aparece como "o Doutor"; O sucessor de Derleth, Basil Copper, também fez uso do personagem.
  - Slapstick (1976) de Kurt Vonnegut, em que ele é o embaixador chinês
  - The Destroyer #83, Skull Duggery (1976), no qual é revelado que Chiun, o Mestre de Sinanju, trabalhou para o Devil Doctor, assim como as gerações anteriores de Mestres.
  - Anno Dracula (1992) de Kim Newman, no qual ele aparece como o líder do Si Fan e chefe do crime de Londres, conhecido como "O Senhor das Estranhas Mortes".
  - A série de Ben Aaronovitch, Rivers of London, na qual Fu Manchu é um charlatão e vigarista em vez de um supervilão, um canadense casado com uma chinesa e apenas fingindo ser chinês; os grandes esquemas criminosos atribuídos a ele são meros mitos inventados por ele mesmo ou pela imprensa sensacionalista e policiais em busca de publicidade, estes últimos em parte motivados pelo preconceito anti-chinês.

## Outras mídias

### Filmes

#### Seriados
- Fu Manchu apareceu no cinema em 1923 no seriado britânicoThe Mystery of Dr. Fu Manchu, com Harry Agar Lyons. Lyons retornou ao papel no ano seguinte em The Further Mysteries of Fu Manchu.
- Em 1940, a Republic Pictures lançou o seriado Drums of Fu Manchu, com 15 episódios, considerado um dos melhores feito pelo estúdio. Foi mais tarde editado e lançado como filme em  1943.

Depois dessa data, com a China se tornando uma aliada dos EUA na guerra contra o Japão, o personagem deixou de figurar no cinema estadunidense por algum tempo.

#### Longa-Metragens
|                                                         |  |                                               |
| Lobby card do filme The Mysterious Dr. Fu Manchu (1929) |  | Pôster do filme Daughter of the Dragon (1931) |

Em 1929 foi lançado o primeiro filme estadunidense com Fu Manchu, The Mysterious Dr. Fu Manchu, com a interpretação de Warner Oland, mais conhecido pelo papel de Charlie Chan. Oland repetiu o papel em 1930 em The Return of Dr. Fu Manchu e 1931 (Daughter of the Dragon). Oland apareceu como o personagem em um musical de 1931, Paramount on Parade.
Em 1932 surgiu o famoso The Mask of Fu Manchu com Boris Karloff e Myrna Loy. Com um tom racista, o filme esteve fora de circulação por muitos anos, mas acabou sendo revalorizado.
Em 1946 foi realizado o filme espanhol El Otro Fu Manchu. Depois de um intervalo de 20 anos a produtora britânica Towers de Londres começou a série com Christopher Lee em 1965. Os filmes foram os seguintes: The Face of Fu Manchu (1965), The Brides of Fu Manchu (1966), The Vengeance of Fu Manchu (1967), The Blood of Fu Manchu (1968) e encerrando a série, The Castle of Fu Manchu (1969).
O último filme "oficial" do personagem foi The Fiendish Plot of Dr. Fu Manchu, de 1980, uma paródia feita por Peter Sellers, que interpreta tanto Fu Manchu como Nayland Smith.

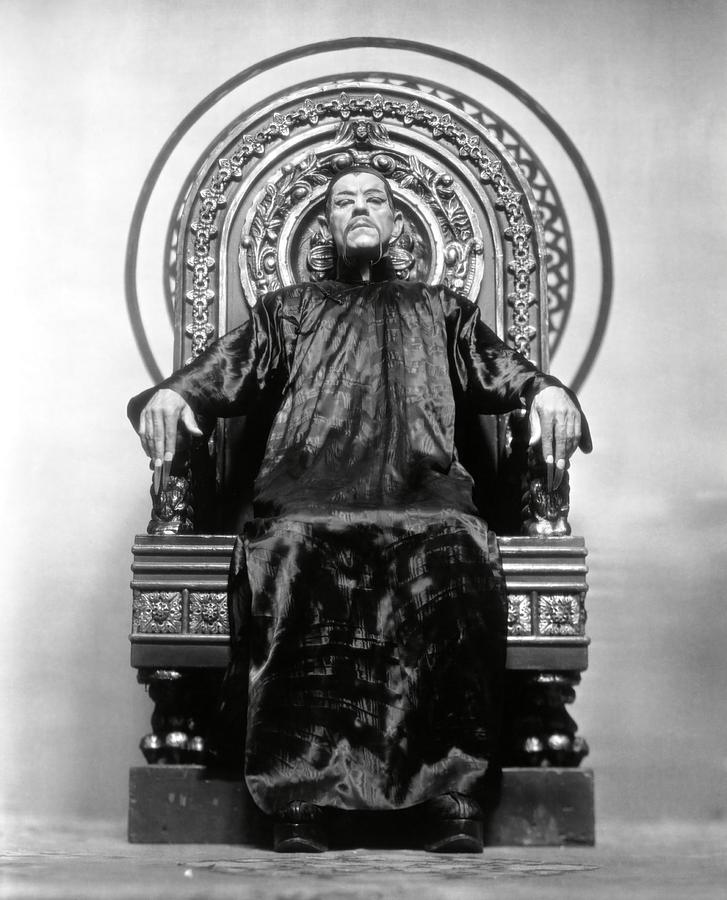
Boris Karloff em The Mask of Fu Manchu (1932)

Jess Franco que dirigiu The Blood of Fu Manchu (1968) e The Castle of Fu Manchu (1969), também dirigiu The Girl From Rio (1969), sobre uma outra personagem de Rohmer, a vilão Sumuru e em 1986 o filme espanhol não-oficial sobre a filha de Fu Manchu, Esclavas del Crimen.
Apesar de ser uma adaptação da Graphic Novel homônima,  The League of Extraordinary Gentlemen, Volume I de Alan Moore e Kevin O'Neill (denominada no Brasil de A Liga Exrraordinária), 1999,o filme The League of Extraordinary Gentlemen, 2003, (chamado no Brasil de A Liga Extraordinária), não tem o personagem Fu Manchu, chamado de  "O Doutor" na Graphic Novel, como um dos vilôes protagonistas (o outro vilão é James Moriarty, que usa o psedudônimo de M), como aparece na HQ. Na obra cinematográfica o vilão é apenas James Moriarty (como na HQ de Moore e O'Neill); no filme ele usa o pseudônimo Fantom, e é combatido por Allan Quatermain, Capitão Nemo, Wilhelmina Murray, Mr. Hyde (e Dr. Jekyll), Rodney Skinner, como o Homem-Invisível (e não Hawley Griffin do romance de H.G.Wells), Dorian Gray e Tom Sawyer.
Fu Manchu , desta vez estrelado por Nicolas Cage, aparece em um dos trailers falsos de Grindhouse (2007) numa sessão dupla dos cineastas Quentin Tarantino e Robert Rodriguez, intitulado Werewolf Women of the SS, sequencia dirigida por Rob Zombie e inspirado em filmes de exploração nazista dos anos 70.
Um personagem composto de Fu Manchu e o Mandarim, chamado de Xu Wenwu, baseado na representação do primeiro personagem em Guerras Secretas na identidade do último, aparecerá no próximo filme do Universo Cinematográfico Marvel: Fase Quatro, Shang-Chi e a Lenda dos Dez Anéis, retratado por Tony Leung Chiu-wai. O personagem foi mencionado anteriormente na trilogia Homem de Ferro e no curta All Hail the King. Xialing, filha de Wenwu e irmã de Shang-Chi, foi parcialmente inspirada em Fah lo Suee.

## Televisão
Fu Manchu teve o primeiro programa de televisão na NBC, num filme curto de 1952 chamado The Zayat Kiss, com John Carradine. Havia a ideia de se fazer uma série com o ator, que não vingou.
De 3 de setembro de 1956 a 26 de novembro de 1956, a Hollywood Television Service (subsidiária da Republic Pictures) produziu 13 episódios do programa The Adventures of Fu Manchu, com Glen Gordon como o Dr Fu Manchu.

### Música
- O pioneiro do reggae jamaicano Desmond Dekker gravou a canção "Fu Man Chu" em 1968.
- Frank Black (de the Pixies) gravou "Fu Manchu" em 1993.
- A banda britânica The Wildhearts incluiu Fu Manchu em sua lista de vilões admiráveis na canção "Rooting For The Bad Guy".
- O vilão foi o responsável pela nomenclatura da banda homônima, Fu Manchu, hard rock californiano com influências do stoner rock, a figurar com uma de suas músicas (Evil Eye) na trilha sonora do game (vide abaixo as outras referências em jogos) Tony Hawk's Pro Skater
- A banda The Kinks cita Fu Manchu na letra da música Village Green Preservation Society
- A banda brasileira Blitz cita Fu Manchu na letra da música "Volta ao mundo".
- A banda Yellow Magic Orchestra cita Fu Manchu na letra da música La femme chinoise.
- Fu manchu é citado no samba " Se manda, mané" de Padeirinho da Mangueira.

### Rádio
Fu Manchu foi personagem do Collier Hour 1927-31 da Blue Network, que tinha dramatizações das histórias da revista Collier's. A voz de Fu foi de  Arthur Hughes. A CBS seguiu com o programa em 1932-33. John C. Daly, e mais tarde Harold Huber, interpretaram Fu Manchu.
A última série de rádio de Fu Manchu foi The Insidious Dr. Fu Manchu, de 1944 pela NBC.

### Tiras de quadrinhos
- Fu Manchu ganhou uma tira de jornal desenhada por Leo O'Mealia entre 1931 e 1933.[27] A tira adapta os dois primeiros romances de Fu Manchu e parte do terceiro.[28] Ao contrário da maioria dos outros ilustradores, O'Mealia desenhou Fu Manchu como um homem barbeado e com um crânio anormalmente grande. A teve os direitos autorais protegidos por "Sax Rohmer and The Bell Syndicate, Inc". Duas das histórias de tiras de Fu Manchu foram reimpressas no encadernado Fu Manchu: Two Complete Adventures (1989).[29]
- Em 1940, o Chicago Tribune publicou uma adaptação de Drums of Fu Manchu, a princípio era uma fotonovela, mas depois foi ilustrada por um artista não identificado.[30]

- Entre 1962 e 1973, uma tira foi publicada no jornal francês Le Parisien libéré escrita por Juliette Benzoni e ilustrada por Robert Bressy.[31]

### Revistas em quadrinhos

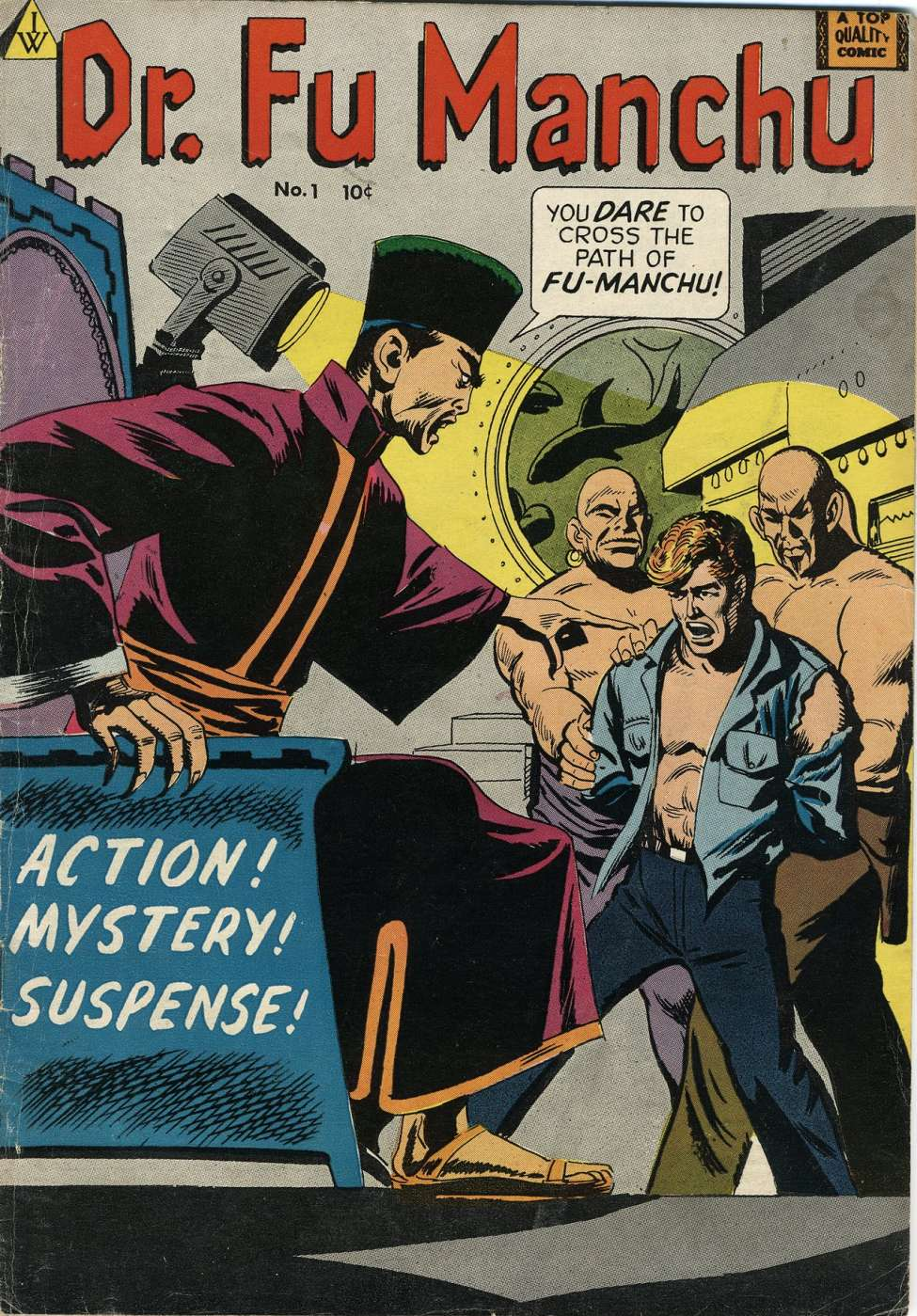
Capa de Dr. Fu Manchu, 1958, I. W. Publications, arte de Carl Burgos, a revista trazia a republicação de The Mask of Dr. Fu Manchu da Avon Comics, 1951

- Fu Manchu  apareceu na edição 17 da revista Detective Comics (julho de 1938),[32] e continuou a ser publicado até edição 28. Estas histórias em publicações da tira feita por Leo O'Mealia. Em 1943, o seriado Drums of Fu Manchu foi adaptado para a história em quadrinhos pelo espanhol José Grau Hernández.[33] As histórias originais de Fu Manchu nas revistas em quadrinhos tiveram que até 1951, com a publicação de The Mask of Dr. Fu Manchu, produzida por Wally Wood e publicada pela Avon Comics. Um one-shot britânico similar, The Island of Fu Manchu, foi publicado em 1956.[27]
- Nos anos 70, Fu Manchu apareceu como o pai de Shang-Chi, o protagonista da série da Marvel Comics Master of Kung Fu.[27][20] A Marvel Comics perdeu os direitos do personagem nos anos 80, sendo que o pai de Shang-Chi não era mais chamado pelo nome e aparecia apenas nas sombras. Em uma história do Panteras Negra, publicado em 2005, é chamado de "Mr. Han", aparentemente inspirado no nome do principal vilão em Operação Dragão.[34] Em Secret Avengers #6-10, o escritor Ed Brubaker oficialmente contornou toda a questão através de um enredo onde um grupo desonesto de agentes de S.H.I.E.L.D. ressuscitaram uma versão zumbificada de Fu Manchu apenas para descobrir que "Fu Manchu" era apenas um pseudônimo; que o pai de Shang-Chi era realmente Zheng Zu,[35] um antigo feiticeiro chinês que descobriu o segredo da imortalidade,[36][37] sua filha não se chama Fah Lo Suee, mas sim Zheng Bao Yu.[38] Em 2015, a editora anunciou que obteve a licença para republicar as histórias dos anos 70.[39]
- Fu Manchu apareceu como vilão em The League of Extraordinary Gentlemen, Volume I de Alan Moore, mas ele é chamado de "the Doctor" ou "the Devil Doctor" pois o personagem não está em domínio público. Na história de Moore, Fu Manchu e o Professor Moriarty tentam controlar o crime organizado londrino. Em The League of Extraordinary Gentlemen: Black Dossier o vilão é referido como um parente distante do Dr. Julius No.

### Jogos eletrônicos
Muitas aventuras de jogos da Fantasy Games Unlimited (Daredevils) tem como vilão o Dr. Ling, parecido com Fu Manchu
No game Croc 2, um dos chefes tem o nome original de Goo Man Chu.
No jogo de computador online City of Heroes, uma das faces traz o bigode de Fu Manchu.